# Palazzo Gucci-Boschi

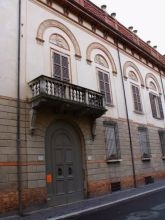
Palazzo Gucci-Boschi in Faenza

Der Palazzo Gucci-Boschi  ist ein Palast aus dem 18. Jahrhundert in Faenza in der italienischen Region Emilia-Romagna. Er liegt am Corso Giacomo Matteotti 8–10.

## Der Palast
Der Palazzo Gucci-Boschi besteht aus einem Gebäudekomplex mit beachtlichen Dimensionen und liegt an zentraler Stelle in der Nähe der Piazza del Popolo. Das Gebäude liegt am alten Cardo Maximus der alten, römischen Stadtanlage Faventia Romana, also an der damaligen Hauptstraße. Bis heute sind keine archäologischen Fundstücke aus dem Gelände bekannt, auf dem sich der Palazzo Gucci-Boschi erhebt, aber man darf wegen seiner Lage annehmen, dass sich dort auch in römischer Zeit bedeutende Gebäude befunden haben.
Die Keller zeigen wiederkehrende, historische Typologien: Einer der Räume hat eine Kreuzgewölbedecke, die auf einem zentralen Pfeiler mit einem Kapitell ruht, das aus einem gesponnenen Pulvino besteht. Der Palast zeigt in seinem Mauerwerk die typische, mittelalterliche Struktur, die aus ganzen Mauerziegeln im Wechsel mit Flusskieseln und schräg angeordneten Fragmenten besteht.
Bei den letzten Restaurierungsarbeiten am Putz wurden darüber hinaus zwei Säulen aus weißem Stein mit Kapitellen aus dem 15. Jahrhundert gefunden, die fein ausgearbeitete Adelswappen tragen: Eines zeigt eine Weinrebe mit einem Bündel, das andere mit einem Schwert. Das erste Adelswappen ist auf die Familie Beccaluva zurückzuführen. Ein Dokument aus dem 16. Jahrhundert bestätigt, dass der Palast einer Familie dieses Namens gehörte. Diese wurde hier von einem Notar vermerkt, der in den ersten Jahren des 16. Jahrhunderts gelebt hat. Die erste sichere urkundliche Erwähnung des eigentlichen Palastes stammt von 1750; es war damals sicher, dass der Palast der Familie Corelli gehörte, die sich erst kürzlich in Faenza niedergelassen hatte. Ihr ist vermutlich die Treppe auf Hausnummer 8 zu verdanken, die im Rokokostil ausgeführt ist. Gegen Ende des Jahrhunderts hatte dieses Adelshaus einen schweren finanziellen Misserfolg, sodass sie den Palast an die Familie Boschi verkauften mussten. Im napoleonischen Kataster von 1814 ist das Gebäude als Eigentum der Familie Boschi verzeichnet. Auch das Kataster von 1830 weist denselben Eigentümer aus.
1860 bat der Graf Stefano Gucci Boschi die Gemeinde um die Erlaubnis, einige Fenster im Mittelteil der Fassade zu verschieben, sodass sie in einer vertikalen Reihe mit den anderen stünden. Um die Arbeiten zu Ende zu führen, entwickelte der Graf die Idee, ein Gesamtprojekt zur Begradigung der Fassade zu beginnen. Die endgültige Zeichnung der neuen Fassade wurde 1865 vom Bauingenieur Achille Ubaldini angefertigt und wird heute in der Biblioteca Comunale Manfrediana die Faenza (dt.: Gemeindebibliothek „Manfrediana“ in Faenza) aufbewahrt. Im April 1865 war die neue Fassade fast fertig. Es fehlten nur noch die zierenden Halbreliefe von Giovanni Graziani und Giovanni Collina. Das Programm darf patriotisch genannt werden, weil auf den beiden großen Stuckpaneelen die Schlachten von Solferino und am Volturno, sowie auf den Lünetten der Fenster die Symbole italienischer Städte abgebildet sind: Turin, Mailand, Venedig, Florenz, Rom und Triest. Neben der Fassade wurde auch der Rest des Palastes einem radikalen Umbau unterzogen. Die Hauptwohnung wurde von Adriano Baldini ausgeschmückt und bemalt.

## Die Familie

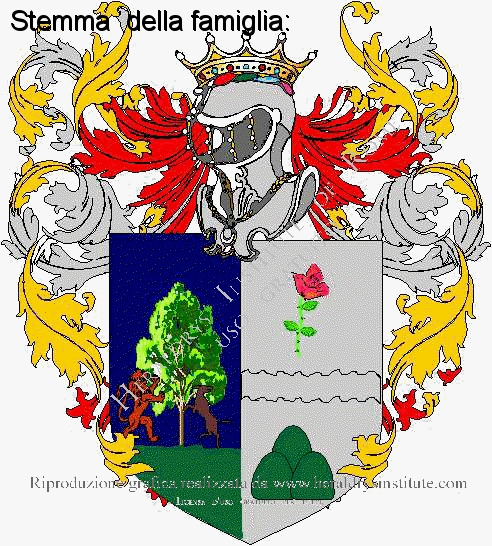
Wappen der Familie Gucci-Boschi

Der Name der Familie Boschi wurde nach dem Tod des Kanonikers Valerio Boschi, der für das Domkapitel von Faenza verantwortlich war, am 8. April 1848 zu „Gucci-Boschi“, da dieser kurz vor seinem Tod ein Testament machte und den Palast dem Grafen Stefano Gucci (Gatte der Erbin Agata Boschi) hinterließ, und zwar unter der Maßgabe, dass dieser an seinen eigenen Nachnamen den der Boschis anfügte. Agata war die Tochter von Giovanni Boschi, dem letzten männlichen Erben der Adelsfamilie der Grafen Boschi von Faenza, zu der auch der Kardinal Giovanni Carlo Boschi gehörte.
Die Familie Gucci gehörte seit Urzeiten zum Patriziat von Faenza. Bis 1300 bildeten sie einen Teil des Consiglio Generale del Comune (dt.: Gemeinderat). Fabio Gucci starb 1527 an der Spitze der Milizen von Faenza. Federico Gucci war Ende des 16. Jahrhunderts ebenfalls Kapitän der Milizen von Faenza. Weitere Familienmitglieder waren die Rechtsberater Girolamo Gucci (1551) und Ercole Gucci (1650). Die Grafen Ercole Gucci und Stefano Gucci wurden 1785, bzw. 1789, als Cavalieri di Giustizia in den Stephansorden aufgenommen. In der Schlacht von Trafalgar verlor der Graf Ercole Gucci sein Leben als Kommandant eines französischen Schiffes. Der Graf Giovanni Gucci-Boschi (* 24. Juni 1860 in Faenza; † 19. September 1910 in Verona) war Parlamentsabgeordneter in der 22. und 23. Legislaturperiode.
Die Familie Gucci-Boschi verkaufte in den ersten Jahrzehnten des 20. Jahrhunderts den Teil des Palastes, der der Hausnummer 8 entspricht, an Giuseppe Cattani und dann auch den zweiten Teil an den Dottore Cesare Canuti. Die Grafen Gucci besaßen auch eine Villa in Russi mit einem Turm aus dem 14. Jahrhundert, der, im Jahre 1944 durch Bombardements beschädigt, später einstürzte.